# Phytosciara ussuriensis
Phytosciara ussuriensis är en tvåvingeart som beskrevs av Evgenia Antonova 1977. Phytosciara ussuriensis ingår i släktet Phytosciara och familjen sorgmyggor. Inga underarter finns listade i Catalogue of Life.